# مجيد بوطمين
مجيد بوطمين (1970)  هو إعلامي، ومديع ومُعلق رياضي جزائري، خريج معهد الصحافة والإعلام من جامعة الجزائر عام 1994 ، وحصل على ليسانس في علوم الإعلام والاتصال عام 1996  يعمل حاليا مذيع في القسم الرياضي لقناة الجزيرة في قطر  بدأ مشواره المهني سنة 1994 في الإذاعة الجزائرية وإلتحق بعد ذلك ب التلفزيون الجزائري وكان مراسلا لقناة أبوظبي الرياضية ثم إلتحق بقناة دبي الرياضية لمدة ست سنوات منذ سنة 2001 وحاليا متواجد في القسم الرياضي لقناة الجزيرة 

## في التلفزيون الجزائري
إلتحق بالتلفزيون الجزائري بعد اختبار مع مجموعة من الشباب ومن اختاره هو رئيس تحرير القسم الرياضي آنذاك الأستاذ بن يوسف وعدية، آنذاك كان مدير القسم الرياضي الإعلامي لحبيب بن علي الذي كان يمنح الفرصة للشباب فكانت فرصته للبروز ، أشرف على حصة في المرمى.

## مغادرته التلفزيون الجزائري
غادر التلفزيون الجزائري بسبب المشاكل التي واجهته خلال فترة عمله في التلفزيون الجزائري، ويقول مجيد بوطمين عن أسباب مغادرته التلفزيون الجزائري 
هي كثيرة وتعود أساسا إلى النجاح الكبير الذي عرفته حصة في المرمى عندما كنت أشرف عليها والتي بلغت درجة منافسة حصة ملاعب العالم وبقوة رغم أن كل الإمكانات كانت توضع وتسخر لحصة حفيظ دراجي
ومن هنا بدأت العراقيل فتم تقليص مدة بثها من ساعة إلى 40 دقيقة ثم تقرر تأخيرها إلى ساعة متأخرة من سهرة الجمعة وبعدها تمت برمجتها في المساء وكل يغرض واحد ووحيد وهو القضاء على منافستها لملاعب العالم، هنا بدأ الصدام بيني وبين دراجي الذي أصر على موقفه وبعد أن أدركت بأنه مسنود ومدعوم بقوة من المدير حمرواي فقررت الرحيل والهجرة رغما عني، كما يلوم حفيظ دراجي في تعرض حصة أرقام وتعاليق وهي حصة انطلقت في التلفزيون الجزائري سنة 1982 للإقصاء والتهميش لأسباب غير بريئة، حيث يقول أن دراجي هو من أقدم على إقصاء الحصة وألغاها بعد أن قام بدمجها في حصة كل الرياضات وهذا حتى يضمن إبقاء حصته ملاعب العالم الوحيدة في الواجهة ، كما يرد أيضا عن سؤال عن سبب عدم التحاقه بقناة الجزيرة الرياضية سابقا فيقول حيث أن بعض الأطراف التي تربت وترعرعت في القسم الرياضي للتلفزة الجزائرية إستغلت المكانة التي تشغلها حاليا في قناة الجزيرة الرياضية، فحاولت بسط نفوذها لسد الطريق أمامي، الأمر الذي جعلني أصرف النظر نهائيا عن هذا المشروع، وأقرر البقاء كصحفي في قناة الأخبار، دون الدخول في متاهة أخرى من الصراعات الهامشية، لأننا أبناء بلد واحد ولا بد أن نفكر في سمعة الجزائر، وتجنب نشر غسيلنا في الخارج، وأنا جد مرتاح في القناة التي أعمل فيها، رغم أنني متخصص في التعليق على المقابلات، لكن كل شيء بالمكتوب 

## في دبي الرياضية
كان معد ومقدم برنامج الدوري العربي 

## حياته الخاصة
متزوج بجزائرية منذ 2003 له بنتان، وهو شقيق البطلة الرياضية السابقة والصحفية السابقة في الإذاعة والأستاذة الجامعية السابقة سكينة بوطمين 

## فرقه المفضلة
في الجزائر يشجع فريق رائد القبة 
في العالم يشجع فريق ريال مدريد الإسباني 

## أحسن المباريات التي علق عليها
كما يقول مجيد بوطمين فإن أحسن المباريات التي علق عليها في الجزائر مباراة الإسماعيلي مع شبيبة القبائل في الإسماعيلية المصرية وفي دبي الرياضية البرازيل مع البرتغال 

## مواقف طريفة
ما حدث له مع أنصار شبيبة القبائل بعد فوزها في نهائي ذهاب كأس الكاف على الاسماعيلي المصري، عند عودتهم في مطار هواري بومدين قام بعض المشجعين بحمله فوق أكتافهم مثل اللاعبين وكانوا يتحدثون معه بالأمازيغية وهو لا يعرف سوى كلمات قليلة وكان يبتسم معهم فقط، ولحسن الحظ أن اللاعب فاروق بلقايد كان يهمس له وقال له إنهم يتساءلون فقط لسكوتك بعدما كنت تصرخ أثناء التعليق وبالصوت العالي، فاستحى أن يقول لهم أنه لا يتقن الأمازيغية 